# بين سيم
بين سيم (بالإنجليزية: Ben Sim)‏ هو متزحلق أسترالي، ولد في 30 يوليو 1985 في كوما في أستراليا.

## وصلات خارجية
- بين سيم على موقع الاتحاد الدولي للتزلج (التزلج الريفي) (الإنجليزية)
- بين سيم على موقع أوليمبيديا (الإنجليزية)
- بين سيم على موقع اللجنة الأولمبية الأسترالية (الإنجليزية)